# Себеранг-Перай
Себеранг-Перай (малайск. Seberang Perai) — город в штате Пинанг Малайзии. Расположенный на полуострове Малакка и отделённый от острова Пинанг Пинангским проливом, он граничит с Кедахом на севере и востоке и Пераком на юге. Город занимает площадь 748 км² (289 кв. миль), а его население по состоянию на 2020 год составляло 946 092 человека, что делает его  третьим по величине городом в Малайзии.
Первоначально являвшаяся частью Кедаха, территория, на которой расположен город, была передана Британской Ост-Индской компании в 1800 году. Она была названа провинцией Уэллсли и с тех пор управлялась как часть Пенанга. Территория стала центром товарного сельского хозяйства, в то время как развитие новых городов, таких как Баттерворт и Букит-Мертаджам, последовало за появлением автомобильных и железных дорог к концу XIX века.
После обретения Малайзией независимости Себеранг-Перай извлёк выгоду из развития Джорджтауна. Порт Пинанг, третий по загруженности морской порт в стране, был переведён в муниципалитет в 1974 году, что укрепило его промышленную экономику, которая привлекла многочисленные транснациональные компании. Были построены два автомобильных моста, чтобы физически соединить Себеранг-Перай с Джорджтауном, дополняя существующее паромное сообщение между двумя городами. Пинанг-Сентрал, новый транзитно-ориентированный проект, укрепил роль Себеранг-Перай как логистического центра северо-западной Малайзии. После десятилетий быстрой урбанизации и развития инфраструктуры Себеранг-Перай получил статус города в 2019 году.

## Этимология
Изначально Себеранг-Перай назывался провинция Уэлсли в честь Ричарда Уэлсли, который был генерал-губернатором Индии, когда территория была приобретена Британской Ост-Индской компанией в 1800 году. Считается, что термин «Себеранг-Перай» произошёл от местного выражения, использовавшегося для обозначения северных берегов реки Перай. После приобретения провинции Уэлсли река стала границей между британской территорией на юге и Кедахом на севере. Себеранг означает «другая сторона» на малайском языке. Тайское слово plāi (тайск. ปลาย: ), означающее «конец», относится к южным границам Кедаха, которые были образованы рекой.
Хокло называли северные берега реки koay kang, что означает «через реку». В то время пассажиры из Джорджтауна высаживались в Перай и пересекали реку, чтобы добраться до Баттерворта и внутренних районов за ним. Термин koay kang совпадает с малайским названием Seberang Perai.

## История
Британская Ост-Индская компания 1800–1858

 Британская Индия 1858–1867

Стрейтс-Сетлментс 1826–1941; 1945–1946

 Японская империя 1941–1945

Малайский Союз 1946–1948

 Малайская Федерация 1948–1963

 Малайзия 1963 — настоящее время

### Ранняя история
Себеранг-Перай несёт в себе свидетельства человеческого проживания в эпоху неолита. Местонахождение Гуар-Кепах, расположенное на южном берегу реки Муда, является домом для человеческих останков, найденных в ракушечных кучах, которые указывают на заселение этой местности в тот период. Гуар-Кепах остаётся единственным известным примером прибрежной адаптации среди неолитических людей в Малайзии.
Себеранг-Перай когда-то был частью цивилизации долины Буджанга. Маханавика-Буддагупта и мегалит в Черок-Ток-Кун, найденные в Букит-Мертаджаме, указывают на значительное влияние индуизма в этом районе между V и VI веками.